# Palaeoglobigerina
Palaeoglobigerina es un género de foraminífero planctónico de la familia Eoglobigerinidae, de la superfamilia Globorotalioidea, del suborden Globigerinina y del orden Globigerinida. Su especie tipo es Eoglobigerina? fodina. Su rango cronoestratigráfico abarca el Daniense inferior (Paleoceno inferior).

## Descripción
Palaeoglobigerina incluía especies con conchas trocoespiraladas, globigeriniformes, y de trocospira moderadamente alta a muy alta; sus cámaras eran subesféricas; sus suturas intercamerales eran incididas; su contorno ecuatorial era lobulado, y subtriangular a subcuadrado; su periferia era redondeada; su ombligo era pequeño y estrecho; su abertura principal era interiomarginal, umbilical (intraumbilical) a ligeramente umbilical-extraumbilical, con forma de arco alto o bajo y rodeada por un estrecho labio; presentaban pared calcítica hialina, perforada con diminutos poros cilíndricos, y superficie lisa.

## Discusión
El género Palaeoglobigerina no ha tenido mucha difusión entre los especialistas. Fue definido para acomodar las especies globigeriniformes de tamaño diminuto del Daniense temprano previamente identificadas como formas primitivas de Eoglobigerina y/o de Globoconusa. Estas formas son, no obstante, habitualmente incluidas en Parvularugoglobigerina. Clasificaciones posteriores incluirían Palaeoglobigerina en la superfamilia Eoglobigerinoidea.

## Paleoecología
Palaeoglobigerina, como Parvularugoglobigerina, incluía foraminíferos con un modo de vida planctónico, de distribución latitudinal cosmopolita, y habitantes pelágicos de aguas superficiales (medio epipelágico).

## Clasificación
Palaeoglobigerina incluye a las siguientes especies:
- Palaeoglobigerina alticonusa †
- Palaeoglobigerina fodina †
- Palaeoglobigerina luterbacheri †
- Palaeoglobigerina minutula †

Otra especie considerada en Palaeoglobigerina es:
- Palaeoglobigerina extensa †